# Gorky 02: Aurora Watching
Gorky 02: Aurora Watching – gra komputerowa z gatunku skradanek, wyprodukowana przez polskie studio Metropolis Software i wydana 21 grudnia 2004 na platformie Microsoft Windows. W niektórych państwach gra ukazała się pod tytułem Soldier Elite. Tytuł stanowi trzecią część serii Gorky oraz bezpośrednią kontynuację wydanego rok wcześniej Gorky Zero: Fabryka niewolników.

## Fabuła

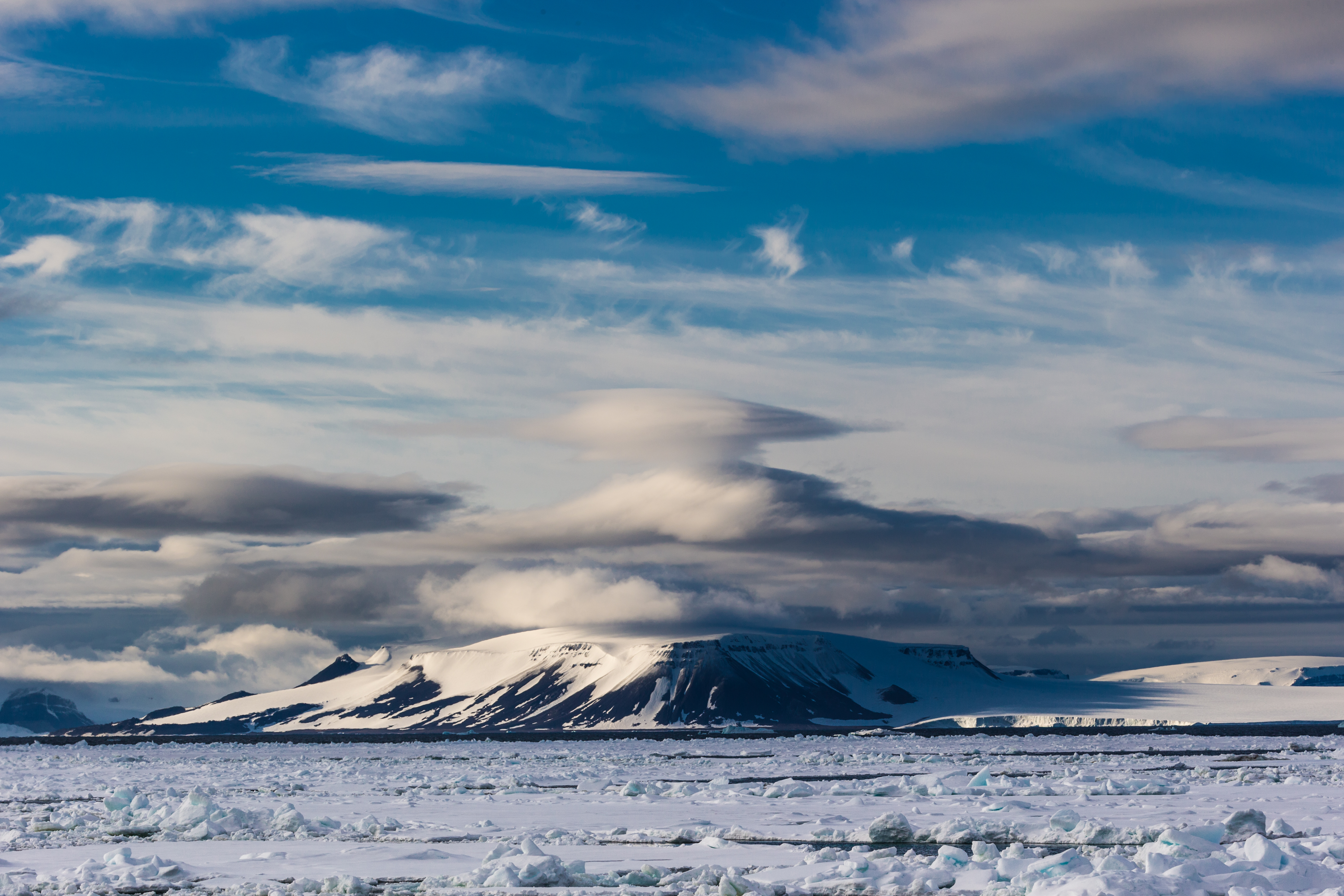
Ziemia Franciszka Józefa, miejsce w którym została osadzona akcja gry

Akcja gry rozpoczyna się niedługo po zakończeniu fabuły Gorky Zero. W trakcie manewrów na Morzu Barentsa tonie rosyjski okręt podwodny „Komsomolec II” wyposażony w nowy rodzaj torped, których konstrukcja stanowiła ścisłą tajemnicę. Wydarzenie to skłania zachodnie agencje wywiadowcze do zbadania okolic katastrofy. Pracujący na miejscu agenci wkrótce odkrywają na pobliskim archipelagu Ziemia Franciszka Józefa sieć tajnych baz wojskowo-badawczych. Okazuje się, że obiekt może być miejscem pracy i ukrywania się naukowca Jacka Pareckiego, który wcześniej prowadził zaawansowane prace nad mutacjami ludzkiego organizmu. Agencje wywiadowcze decydują się wysłać kanadyjskiego komandosa Cole’a Sullivana w celu pochwycenia Pareckiego.

### Obsada głosowa
| Postać         | Polski dubbing            |
| -------------- | ------------------------- |
| Cole Sullivan  | Mirosław Baka             |
| Tatiana Bagrow | Anna Przybylska           |
| Jacek Parecki  | Jacek Czyż                |
| Iwan Trafimow  | Aleksander Wysocki        |
| Rosjanin       | Jan Aleksandrowicz-Krasko |
| Agent #1       | Mieczysław Morański       |
| Agent #2       | Tomasz Jarosz             |
| Instruktorka   | Brygida Turowska          |

Źródło: Filmweb

## Rozgrywka
W Gorky 02: Aurora Watching gracze wcielają się w postać agenta Cole’a Sullivana, którą poruszają się po trójwymiarowym świecie, sterując z perspektywy trzecioosobowej. Gra składa się z dziewięciu misji, stanowiących osobne lokacje, po których ukończeniu gracz nie ma już możliwości ponownego ich odwiedzenia w ramach tej samej kampanii. Tytuł, podobnie jak poprzednia część serii, należy do gatunku skradanek. Rozgrywka polega infiltracji przygotowanych przez twórców lokacji, przy jednoczesnym usiłowaniu pozostania niezauważonym. W celu uniknięcia wykrycia, gracze mogą dokonywać cichej eliminacji przeciwników. Wykrycie nie powoduje jednak automatycznej porażki, gdyż gracz może spróbować pokonać wrogów w otwartej strzelaninie. W produkcji został zaimplementowany system apteczek regenerujących zdrowie postaci. Do dyspozycji gracza, twórcy udostępnili szeroki arsenał różnego rodzaju broni, w skład którego wchodzą m.in. noże, pistolety czy karabiny snajperskie. Gracz może korzystać także z pułapek, do których należą kula dźwiękowa, kula wybuchowa oraz kula z gazem obezwładniającym. W ramach penetracji lokacji gracze mają możliwość przeszukiwania komputerów, szafek, skrzynek oraz ciał pokonanych wrogów. W niektórych lokacjach istnieje ponadto możliwość korzystania z pojazdów takich jak skutery śnieżne.

## Odbiór gry
Gra spotkała się z mieszanymi reakcjami krytyków, osiągając średnią ocen wynoszącą 40/100 punktów według serwisu Metacritic. Recenzenci z serwisu Gry-Online chwalili grę za dobrą mechanikę zabawy, która mimo podobieństwa do poprzedniej części, w znacznym stopniu je rozwija. Chwalono również poziom techniczny gry oraz różnorodność możliwych do wykonywania działań. Recenzentom nie przypadła jednak do gustu fabuła, którą uznali za znacznie mniej angażującą niż w poprzednich częściach serii, a także niewielki stopień interakcyjności otoczenia. Ogółem ocenili grę jako bardzo dobrą, przyznając jej notę 8/10. Znacznie mniej przychylni byli recenzenci z serwisu GameSpot, którym zupełnie nie przypadła do gustu mechanika gry oraz jej warstwa fabularna. Gra nie spodobała się również recenzentom z serwisu IGN, którzy krytycznie wyrazili się w szczególności o zawartej w grze mechanice walki, a także o jej warstwie dźwiękowej.